# Ben Kiernan
Benedict F. "Ben" Kiernan, född 1953 i Melbourne, är professor i historia på Yale University, där han också leder det forskningsprogram som undersöker folkmordet i Demokratiska Kampuchea. Han har skrivit flera artiklar och böcker om Röda khmererna och USA:s bombningar av Kambodja under Vietnamkriget.

## Verk i urval
- Kiernan, Ben. (2008) (på engelska). The Pol Pot Regime: race, power, and genocide in cambodia under the khmer rouge, 1975-79 (3rd ed.). New Haven, CT: Yale University Press. Libris 11261042. ISBN 978-0-300-14434-5 (pbk.)
- Kiernan, Ben (2007) (på engelska). Blood and soil: a world history of genocide and extermination from Sparta to Darfur. New Haven, Conn.: Yale University Press. Libris 10578808. ISBN 978-0-300-10098-3 (hbk.)